# Badik

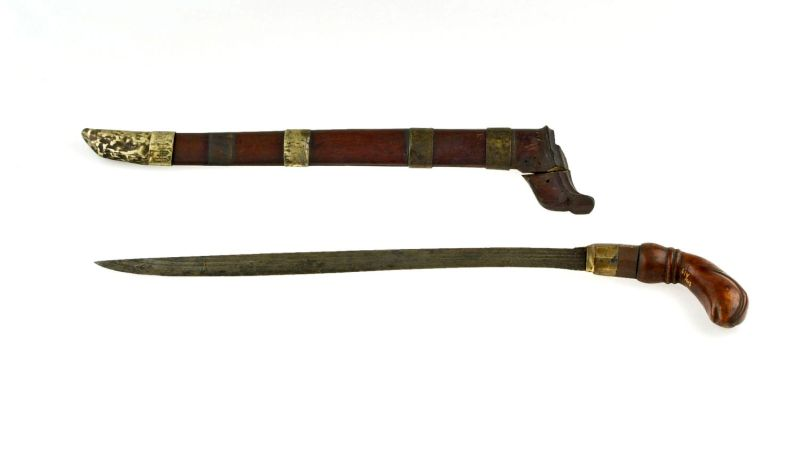
Badik di costruzione precedente al 1931.

Il badik, badek o batak è un pugnale-coltello indonesiano dalla caratteristica impugnatura angolata rispetto alla lama; quest'ultima può essere in ghisa, in ferro o in acciaio.
È un pugnale tradizionale delle tribù costiere del Sulawesi meridionale; i principali utilizzatori di questo strumento erano le tribù Bugis e Makarese, che grazie ai loro scambi commerciali con Sumatra, il Borneo, la Malaysia, Giava e il Mali fecero conoscere il Badik.

## Tipi di Badik
Esistono tre tipi di Badik:
- Il badik Bugis, che ha un'impugnatura come quelle da pistola, inclinata a 90° e con i bordi del manico smussati.
- Il badik Makarese che ha un'impugnatura tipo calcio di pistola inclinato a 45°, ed intagliato in forma conoidale.
- Il Badik di Sumatra e della penisola malese, che è molto simile al Bugis.[2]

## Tradizione
Il Badik fa anche parte del vestiario tradizionale, e viene portato dalla sposa durante la cerimonia del matrimonio in Sulawesi e a Sumatra. Viene portato davanti allo stomaco, infilato nelle pieghe del sarong.
Uno dei modi tradizionali di combattere con il badik vede i due contendenti trattenuti dal sarong per una mano, in modo che non possano scappare, mentre nell'altra mano impugnano il badik.